# Hroznatec
Hroznatec (Coccoloba) je rod rostlin z čeledi rdesnovité. Jsou to dřeviny s jednoduchými střídavými listy, nenápadnými pětičetnými květy v hroznovitých květenstvích a bobulovitými plody. Některé druhy mají enormně velké listy. Rod zahrnuje více než 100 druhů a je rozšířen v tropické Americe. Hroznatec obecný je charakteristický druh mořských břehů tropické Ameriky, má jedlé plody a význam v místní medicíně. Je znám též jako mořské víno.

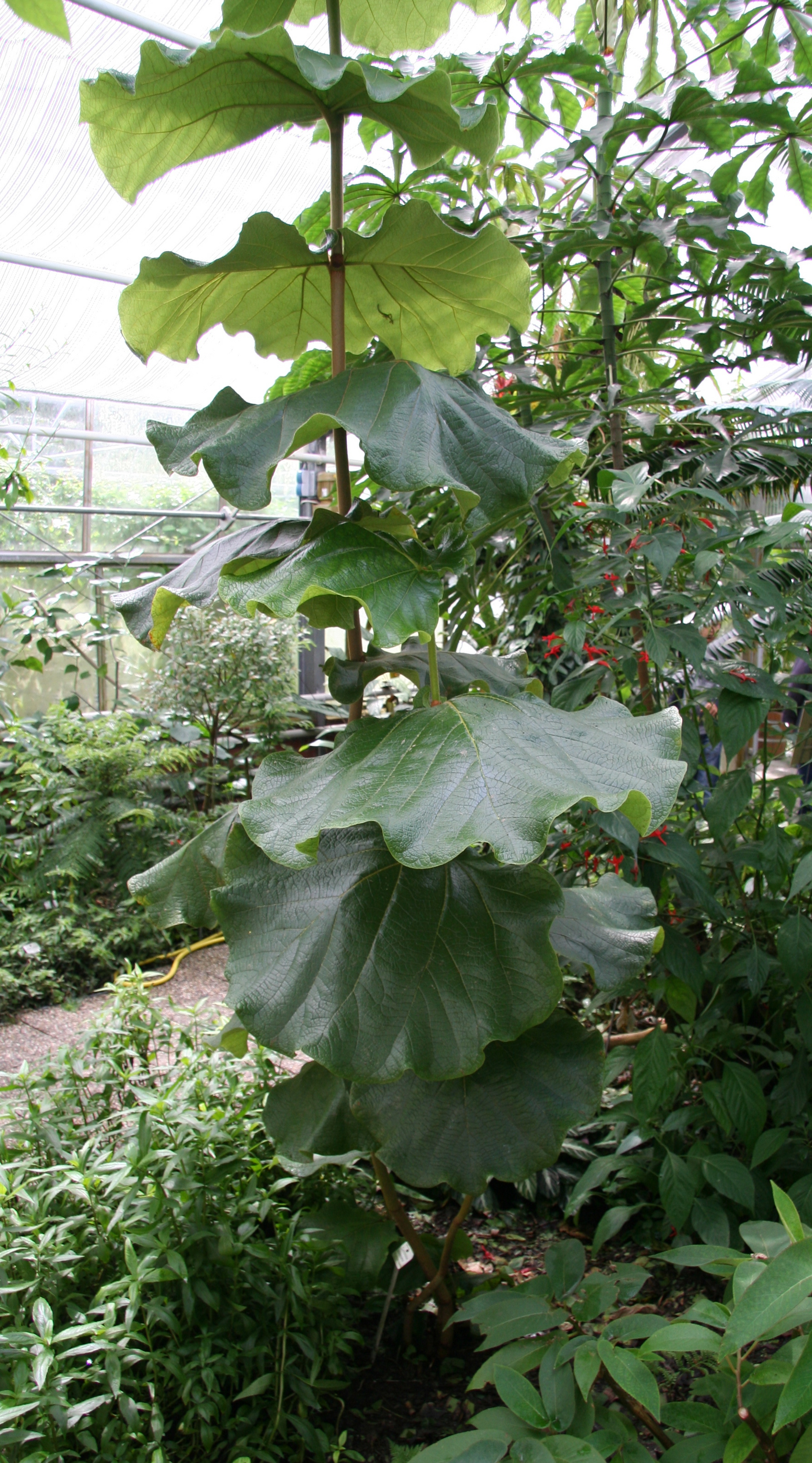
Velkolistý druh hroznatec pýřitý v botanické zahradě v Drážďanech

## Popis
Hroznatce jsou dvoudomé stálezelené (výjimečně krátce opadavé) keře a stromy s přímými nebo poléhavými, tlustými nebo tenkými kmeny, v některých případech i dřevnaté liány. Některé karibské druhy mají zvětšené, hlízovité uzliny stonku. Listy jsou jednoduché, střídavé, tenké nebo tuhé a kožovité, řapíkaté, celokrajné, s kopinatou, okrouhlou nebo až příčně eliptickou čepelí. Žilnatina je zpeřená, sekundární žilnatina je síťnatá nebo nezřetelná. Botka je blanitá nebo kožovitá, často opadavá. Květy jsou jednopohlavné, zvonkovité, s bílým nebo zelenavým, pětičetným, nerozlišeným, na bázi srostlým okvětím. Jsou uspořádány ve vrcholových hroznech, klasech nebo i latách. Někdy se květenství vyvíjejí na vrcholu zkrácených postranních větévek. Samčí květy jsou v rámci květenství nahloučené do 1 až 7 četných svazečků a obsahují většinou 5 tyčinek a zbytky semeníku. Nitky tyčinek jsou na bázi srostlé a přirostlé k okvětí. Samičí květy jsou v květenství jednotlivé. Obsahují 3 volné čnělky zakončené hlavatými bliznami a zakrnělé tyčinky. Okvětí se za plodu zvětšuje a dužnatí. Plodem jsou nažky obalené zdužnatělým okvětím a připomínající bobule. Někdy jsou tyto plody označovány jako nepravé bobule (acrosarcum). Semena jsou hnědá nebo černá, tupě trojhranná.

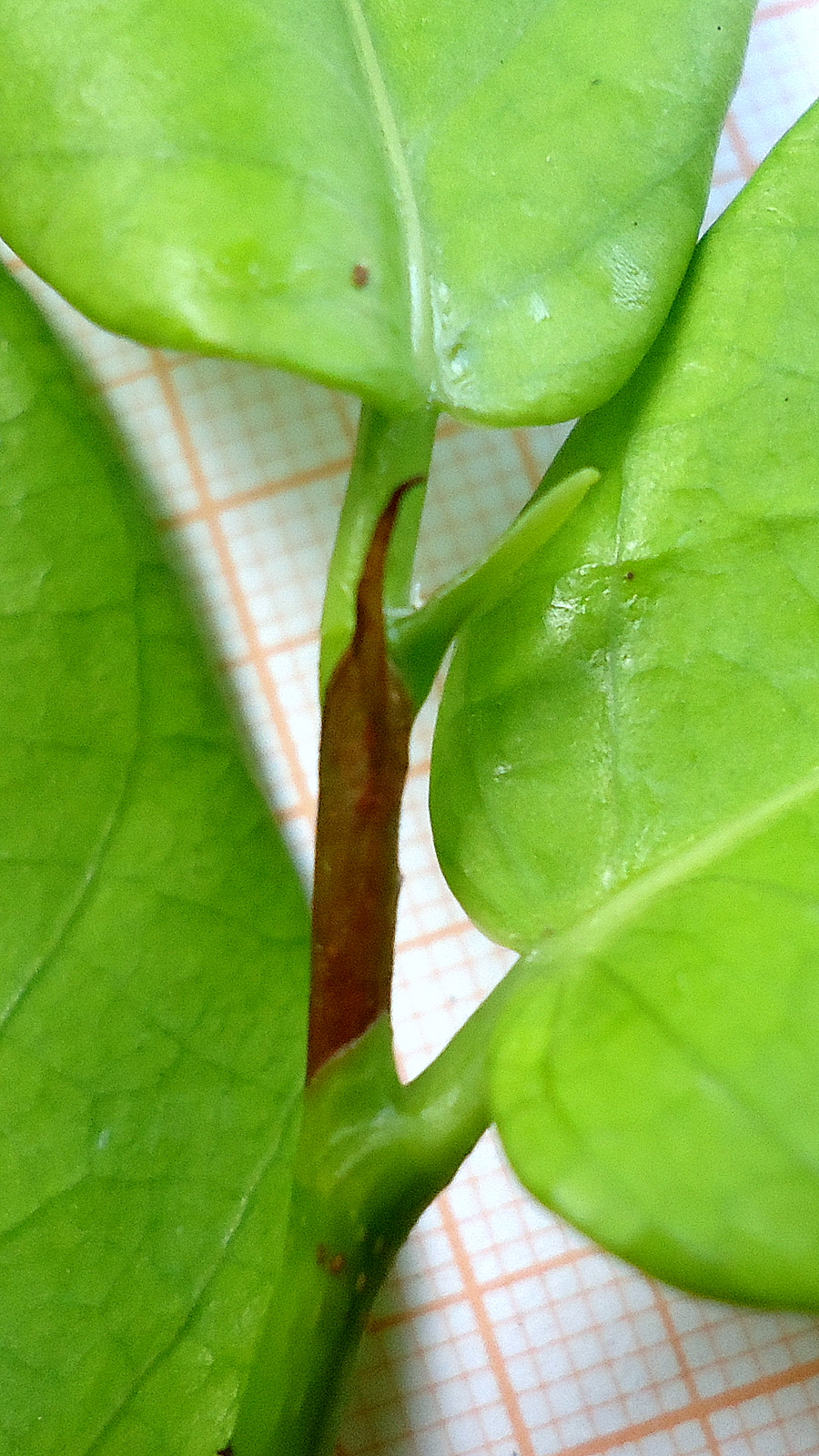
Větévka C. ochreolata s botkou
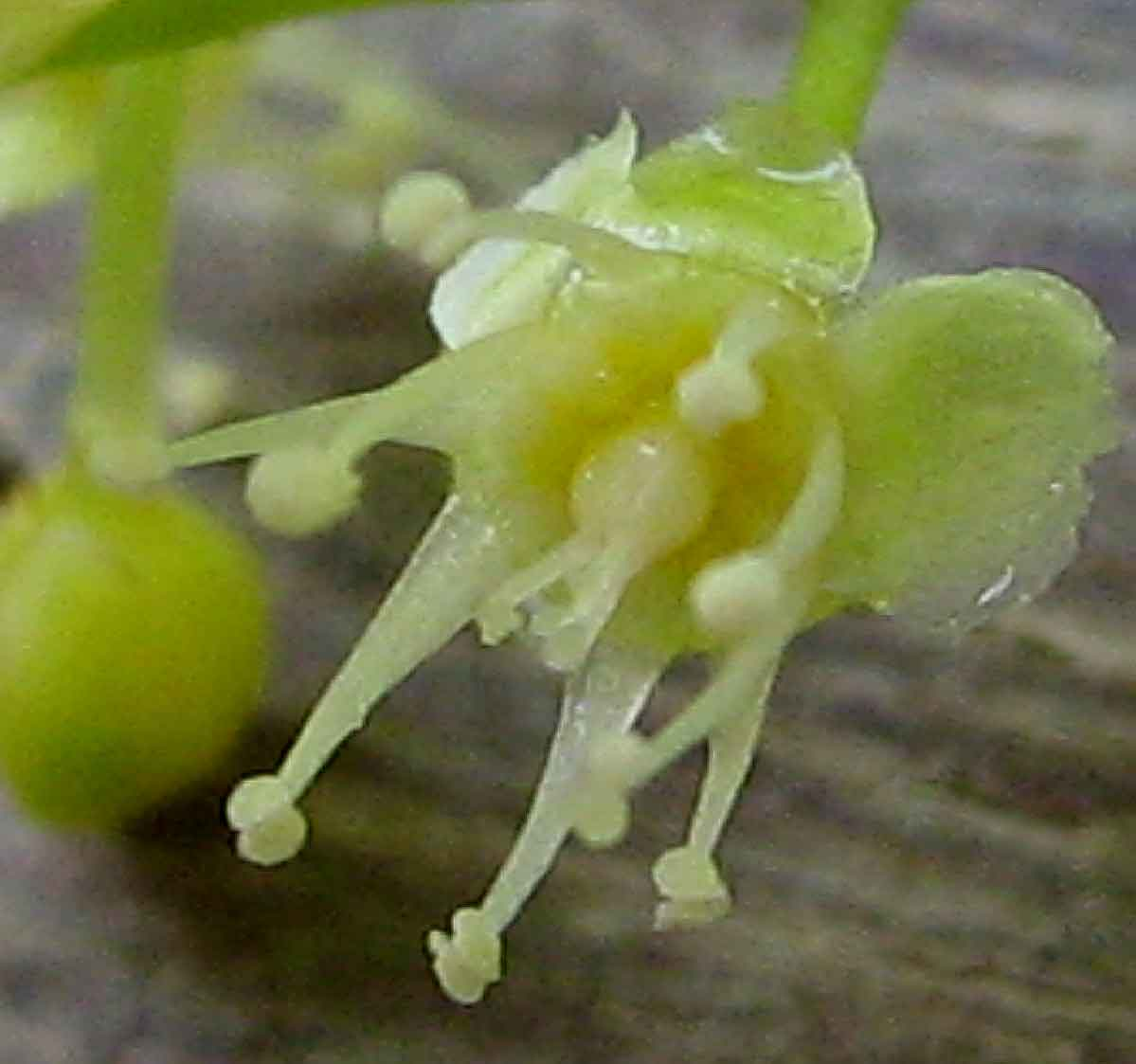
Detail květu C. ramosissima
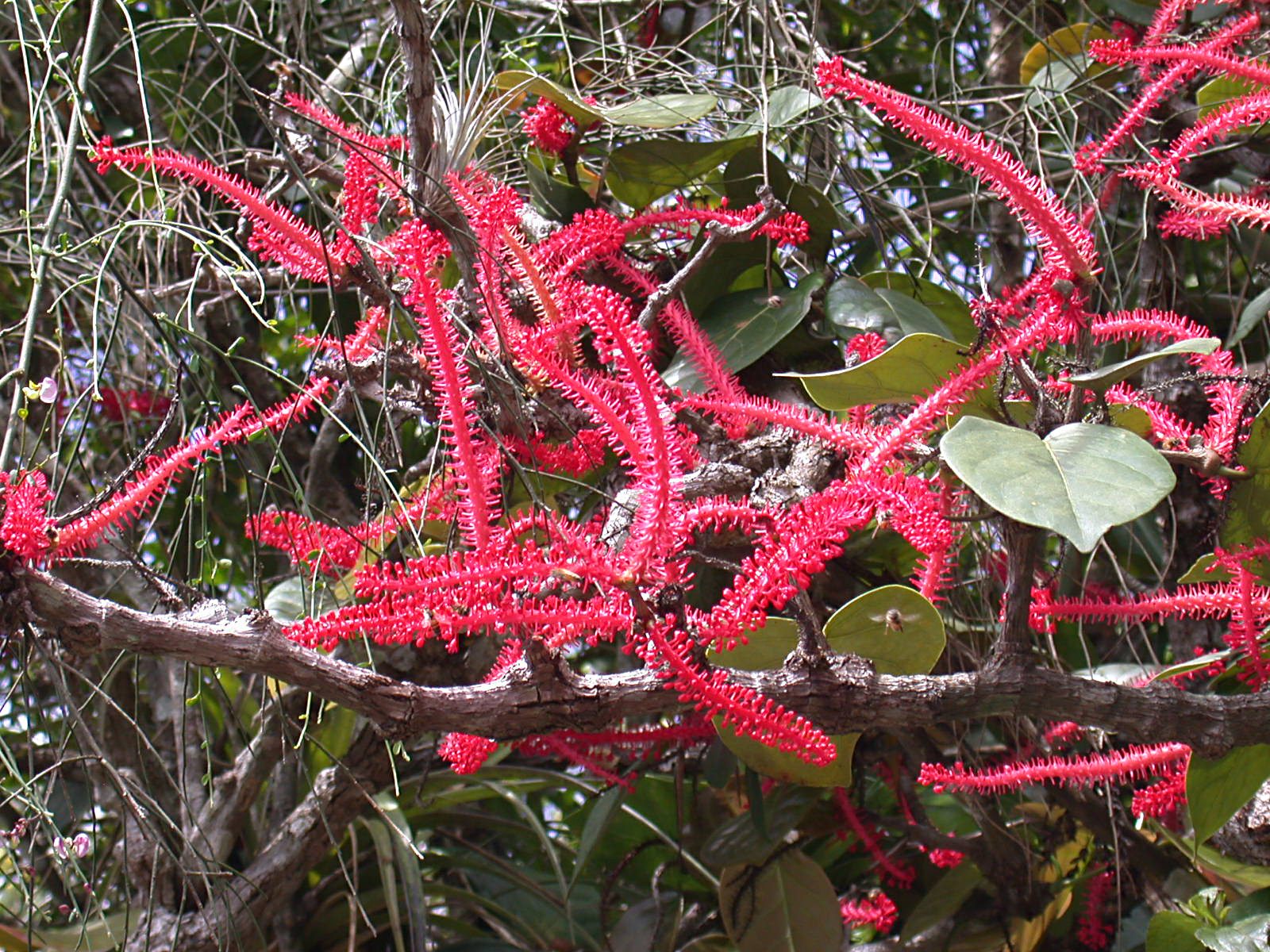
Červená květenství druhu C. sintenisii
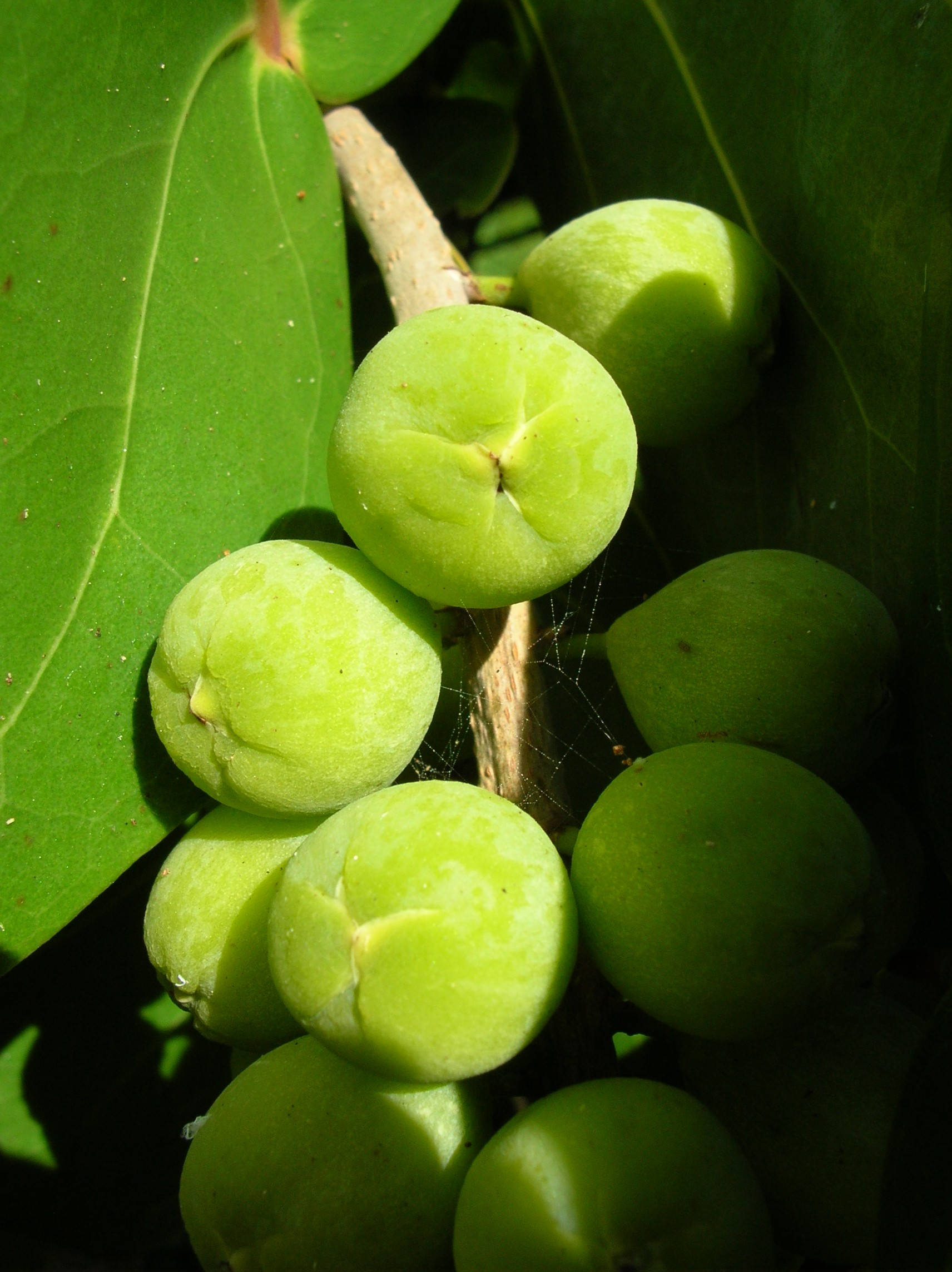
Plody hroznatce obecného

## Rozšíření
Rod zahrnuje asi 120 až 400 druhů (v závislosti na taxonomickém pojetí). Je rozšířen výhradně v tropické Americe od jižní Floridy po Argentinu a na Karibských ostrovech. Největší počet druhů roste v Karibiku a tropické Jižní Americe. Na Floridu zasahují 2 druhy: hroznatec obecný (C. uvifera) a druh C. diversifolia. Hroznatec obecný má rozsáhlý areál od Floridy až po Argentinu. Zdomácněl i na tropických pobřežích jiných kontinentů, zejména v Austrálii, Filipínách a Tchaj-wanu.

## Český název
V některých zdrojích (např. ) je uváděn starý český rodový název hroznovec, který publikoval Jan Svatopluk Presl. Tento název je však již vžitý pro rod Exochorda z čeledi růžovité.

## Ekologické interakce

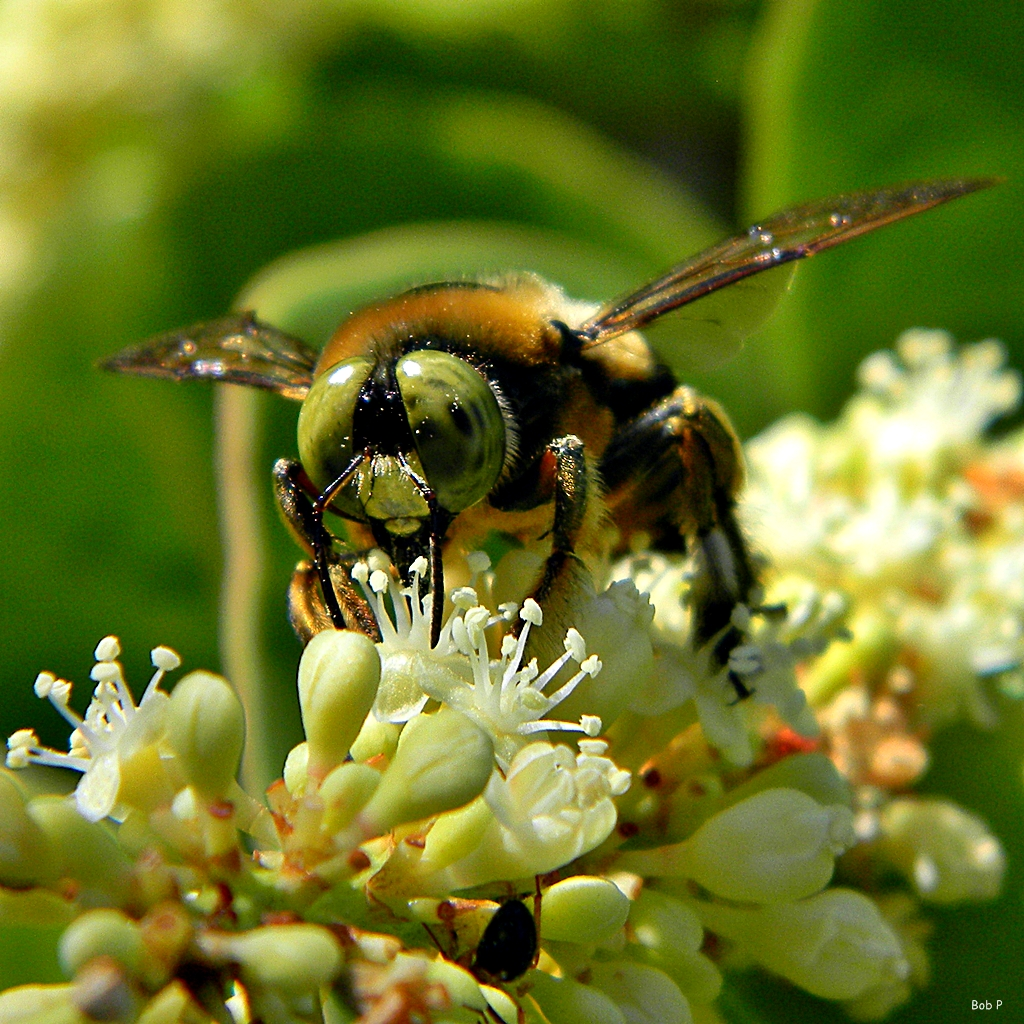
Včela na květech hroznatce obecného

Hroznatec obecný je charakteristický pionýrský druh osidlující zejména písčitá mořská pobřeží tropické Ameriky. Je to druh mimořádně odolný vůči suchu a zasolení. Květy jsou opylovány hmyzem, zejména včelami.
Dužnaté plody hroznatců jsou šířeny zvířaty (dokonce i leguány) a ptáky.

## Taxonomie
Rod Coccoloba je v rámci čeledi rdesnovité řazen do podčeledi Eriogonoideae. V minulosti byl řazen i do samostatné podčeledi Coccoloboideae. Mezi blízce příbuzné rody náleží Podopterus (podopter) a Neomillspaughia. Taxonomie rodu je dosud neucelená, což se projevuje i ve velkém rozpětí počtu udávaných druhů.

## Zajímavosti
Listy dosud nepopsaného brazilského druhu hroznatce dosahují délky až 2,5 metru a šířky téměř 1,5 metru. Řadí se tak mezi největší celistvé listy na světě. Druh byl poprvé nalezen v roce 1982 v okrese Borba ve státě Amazonas. Hroznatec obecný byl pravděpodobně první americkou rostlinou, kterou při svém přistání spatřil Kryštof Kolumbus.

## Zástupci
- hroznatec obecný (Coccoloba uvifera)
- hroznatec pýřitý (Coccoloba pubescens)

## Význam
Některé druhy hroznatců poskytují chutné plody, z nichž se lokálně připravují osvěžující nápoje. Náleží mezi ně zejména C. ascendens, C. diversifolia a C. obovata. Plody hroznatce obecného jsou známy jako mořské víno. Jsou jedlé a mají sladkokyselou, lehce natrpklou chuť. Z červené šťávy vytékající z naříznutého kmene se získává pryskyřičnatá látka, známá jako americké nebo západoindické kino. Používá se k barvení, tříslení a v lidové medicíně při léčení průjmových onemocnění. Dřevo je tvrdé a středně těžké. Kůra, dřevo i kořeny obsahují třísloviny a jsou využívány v místní medicíně zejména k zastavení krvácení a ke snížení horečky. Šťávu z kmene liány C. excelsa aplikují domorodci v Surinamu do uší při zánětech, nadrcená kůra se používá na bodnutí žahavým mravencem.
Hroznatec obecný je pěstován v přímořských oblastech tropů a subtropů jako okrasná a pouliční dřevina. Vysazuje se také ke stabilizaci písčitých půd. Může být pěstován jako pokojová rostlina. Vyžaduje místo na přímém slunci. Ve sklenících botanických zahrad je občas jako kuriozita pěstován hroznatec pýřitý, nápadný mimořádně velkými listy. Hroznatec obecný je vysazen v tropickém skleníku Pražské botanické zahrady v Tróji.